# 大槌街道
大槌街道（おおつちかいどう）は、岩手県遠野市と、同県上閉伊郡大槌町を結ぶ街道

## 概要
藩政時代、陸奥国閉伊郡横田村から土淵を経て、界木峠を越え、赤柴・和山・初神・上台・芳形と難所を通り種戸峠を小槌村の札場にでて、閉伊郡大槌村の大槌代官所に向かう街道。

## 宿場・伝馬継所
- 大迫宿（岩手県稗貫郡大迫町）
- 遠野宿（　同県　遠野市）
- 和山
- 大槌宿（　同県　閉伊郡大槌町）

## 峠
- 界木峠
- 種戸峠